# Illegal (zespół muzyczny)
Illegal – amerykański duet hip-hopwy, w którego skład wchodzili Jamal oraz Lil Malik. Grupa zadebiutowała wydanym w 1993 roku albumem The Untold Truth, który uplasował się na 119. miejscu notowania Billboard 200 oraz 19. miejscu listy Top R&B/Hip-Hop Albums. Album był promowany singlami "Head or Gut" i "We Getz Busy", które były dissami na grupy Kriss Kross oraz Da Youngstas. Przez następne dwa lata grupa znikła ze środowiska muzycznego i dopiero w 1995 roku wystąpiła gościnnie w utworze "Thangs Change" na albumie Too $horta zatytułowanym Cocktails. W tym samym roku zespół został rozwiązany. W tym samym roku ukazał się solowy album Jamala zatytułowany Last Chance, No Breaks nakładem wytwórni Rowdy Records, a Lil Malik wydał singel "Malik Goes On", który miał być pierwszym utworem z jego albumu jednak wytwórnia przełożyła jego premierę. Wydawnictwo zatytułowane The Game Needs Me ukazało się dopiero w 2005 roku.

## Dyskografia

### Albumy
| Rok  | Tytuł                                                          | Notowanie | Notowanie |
| Rok  | Tytuł                                                          | USA 200   | USA R&B   |
| ---- | -------------------------------------------------------------- | --------- | --------- |
| 1993 | The Untold Truth - Wydany: 24 sierpnia 1993 - Wytwórnia: Rowdy | 119       | 19        |

### Single
| Rok  | Tytuł             | Notowanie   | Notowanie | Notowanie | Album            |
| Rok  | Tytuł             | USA Hot 100 | USA R&B   | USA Rap   | Album            |
| ---- | ----------------- | ----------- | --------- | --------- | ---------------- |
| 1993 | "Head or Gut"     | —           | —         | —         | The Untold Truth |
| 1993 | "We Getz Busy"    | 95          | 57        | 1         | The Untold Truth |
| 1994 | "Back in the Day" | —           | 80        | 21        | The Untold Truth |